# Фонетичний алгоритм
Фонетичний алгоритм — алгоритм для індексації слів за їх вимовою (звучанням). Більшість фонетичних алгоритмів були розроблені для англійської мови і не корисні для індексування слів іншими мовами.

## Використання
Перевірка правопису може містити фонетичні алгоритми. Алгоритм «Метафон», наприклад, може взяти неправильно написане слово, створити код, відшукаєти в каталозі слова з тим самим або подібним метафоном, які стають можливими альтернативними написаннями.
Програми пошуку часто використовують фонетичні алгоритми для пошуку результатів, які точно не відповідають термінам, використаним у пошуку. Пошук імен може бути складним, оскільки часто існує кілька варіантів їх написання.

## Поширені фонетичні алгоритми
- Soundex[1] — розроблений для кодування прізвищ під час переписки. Коди Soundex є чотиризначними і складаються з однієї літери і трьох цифр.
- Metaphone — фонетичний алгоритм, опублікований 1990 року для індексації англомовних слів. Алгоритм має змінну довжину ключа, на відміну від Саундекс. Є основою для багатьох популярних перевірок правопису.
- NYSIIS — алгоритм розроблений у 1970 році як частина ідентифікації та інформаційної системи штату Нью-Йорк. Він відрізняється підвищенною точністю на 2,7 % у порівнянні з Саундекс.